# 监理会
监理会（英語：Methodist Episcopal Church, South，1844年－1939年）是於1844年從美国卫理公会大分裂出來的。北方教會的称为美以美会，南方的教會便是监理会。1939年，南北教會再度联合，称为卫理公会（The United Methodist Church）。